# Автобан A29 (Німеччина)
Федеральний автобан 29 (A 29, нім. Bundesautobahn 29) — автобан у Німеччині, розташований у федеральній землі Нижня Саксонія. З'єднує порт Вільгельмсгафен на Північному морі з автобаном  неподалік Клоппенбурга. Має по дві смуги у кожен бік.

## Маршрут
| Автобан A 29 |                                 |  |
| 0 км         | Вільгельмсгафен-Нідерзаксендамм |  |
| 10           | Вільгельмсгафен-Кройц           |  |
| 14,5         | Занде                           |  |
| 27           | Фарель / Бокгорн                |  |
| 50           | Ольденбург-північ               |  |
| 62           | Ольденбург-схід                 |  |
| 87,5         | Гросенкнетен-Альгорн            |  |
| 94 км        | Альгорн-Гайде                   |  |